# Silometopus tenuispinus
Silometopus tenuispinus är en spindelart som beskrevs av Denis 1949. Silometopus tenuispinus ingår i släktet Silometopus och familjen täckvävarspindlar. Inga underarter finns listade i Catalogue of Life.